# Matteo Arnaldi
Matteo Arnaldi (San Remo, 22 de febrero de 2001) es un tenista profesional italiano.

## Carrera profesional
Su mejor ranking individual es el N.º 34 alcanzado el 10 de junio de 2024, mientras que en dobles logró la posición 286 el 8 de agosto de 2022.

## Títulos ATP Challenger (3; 3+0)

### Individuales (3)
| N.º | Fecha                | Torneo                            | Superficie    | Oponente en la final | Resultado        |
| --- | -------------------- | --------------------------------- | ------------- | -------------------- | ---------------- |
| 1.  | 22 de mayo de 2022   | Challenger de Francavilla al Mare | Tierra batida | Francesco Maestrelli | 6-3, 6-7(7), 6-4 |
| 2.  | 5 de febrero de 2023 | Challenger de Tenerife II         | Dura          | Raul Brancaccio      | 6-1, 6-2         |
| 3.  | 9 de abril de 2023   | Challenger de Murcia              | Dura          | Borna Gojo           | 6-4, 7-6(4)      |

#### Finalista (1)
| N.º | Fecha                 | Torneo                     | Superficie | Oponente        | Resultado |
| --- | --------------------- | -------------------------- | ---------- | --------------- | --------- |
| 1.  | 16 de octubre de 2022 | Challenger de Saint-Tropez | Dura       | Mattia Bellucci | 3-6, 3-6  |